# Melderechtsrahmengesetz
Das Melderechtsrahmengesetz regelte von 2002 bis 2025 in Deutschland die Aufgaben und Befugnisse der Meldebehörden, um in ihrem Zuständigkeitsbereich wohnhafte Personen und deren Wohnungen zu registrieren. Neben den Adressdaten waren diverse andere Daten vorgesehen (vgl. § 2, siehe Melderegister). Es bildete den Rahmen für die Meldegesetze der Länder. Die Länder hielten ihr Melderecht den Vorschriften dieses Gesetzes angepasst. Seit der Föderalismusreform ist das Melderecht Bundesangelegenheit. Die Meldegesetze der Länder und das Melderechtsrahmengesetz entfalteten nur bis zum Inkrafttreten des Bundesmeldegesetzes am 1. November 2015 Wirkung.

## Ummeldungen
Das Melderechtsrahmengesetz legte in § 11 fest, dass eine Abmeldung bei der Wegzugsmeldebehörde bei Umzügen im Inland nicht mehr zu erfolgen brauchte. Diese Regelung war entsprechend § 23 innerhalb von zwei Jahren in die Landesmeldegesetze zu überführen. Da dies nicht überall bis dahin erfolgte, "haben sich die Melderechtsreferenten des Bundes und der Länder bei ihrer Besprechung am 4. März 2004 darauf verständigt, unabhängig vom Zeitpunkt der Verabschiedung der Landesmeldegesetze in den einzelnen Ländern die mit der Novellierung des Melderechtsrahmengesetzes im Jahr 2002 geschaffenen Verfahrenserleichterungen zeitnah und bundesweit in die Praxis umzusetzen. ... Die Festlegung eines einheitlichen Stichtags, ab dem die Verpflichtung zur Abmeldung im Falle eines Umzugs im Inland wegfällt, dient im Übrigen der Sicherung der Einheit der Rechtsordnung. Unter Berücksichtigung der vorstehenden Ausführungen bitte ich, ab dem 1. Juni 2004 bei Umzügen im Inland eine Anmeldung nach Maßgabe des § 12 Abs. 1 BbgMeldeG auch ohne Vorlage einer Abmeldebestätigung der bisher zuständigen Meldebehörde nach § 17 Abs. 1 Satz 2 BbgMeldG vorzunehmen ... ." In das Landesrecht Schleswig-Holstein wurde diese Regelung z. B. erst am 14. Juni 2024 übernommen.
Die Abmeldung von der Wegzugsmeldebehörde durch den Bürger bei Umzügen innerhalb Deutschlands war damit bundesweit zum 1. Juni 2004 abgeschafft.
Bürger mussten sich somit nur noch bei der Zuzugsmeldebehörde anmelden. 
Rückmeldungen zwischen den Meldebehörden bei Umzügen durften ab 1. Januar 2007 nur noch elektronisch erfolgen.